# Voivodia de Mińsk
A voivodia de Mińsk (polonês: Województwo mińskie) foi uma unidade de divisão administrativa e governo local da República das Duas Nações desde 1413 até as partições da Polônia em 1795. Sua capital era Mińsk, no Grão-Ducado da Lituânia. A região mantinha as tradições, principalmente as do Ducado de Mińsk, anexado pela Lituânia no século XII.

## Geografia
A voivodia estendia-se ao longo do curso dos rios Berezina e Dniepre, sendo que o primeiro rio tinha a sua nascente e estuário dentro dos limites da voivodia, bem como a maior parte de sua bacia hidrográfica. Fazia divisa a nordeste com as voivodias de Połock, Witebsk e Miecislau. A leste com as terras de Czernihów (nos dois lados dos rios Dneper e Sozh), enquanto que a sudeste fazia divisa com o rio Snov. Limita-se ao sul com a voivodia de Quieve. Através da bacia do rio Pripyat, as terras de Minsk faziam fronteira com a voivodia de Brześć Litewski (com o rio Ubort) e a  voivodia de Nowogródek (com rio Ptych). No limite norte fazia divisa com a capital do  Grão-Ducado, a voivodia de Wilno.

## História
Mińsk tinha sido a capital de um semi-independente ducado desde 1067. Sede de várias tribos lituanas, no século XII ela se tornou um feudo e no século XIV foi incorporada ao Grão-Ducado da Lituânia. Foi o rei Władysław II da Polônia quem criou a voivodia em 1413. Contudo, foi apenas em 1500, que suas fronteiras foram delimitadas. Por volta desse ano, a voivodia de Mińsk foi dividida em três powiats, com suas sedes nas cidades de Mińsk, Mozyr e Rechytsa. Posteriormente o powiat de Rechytsa dividiu-se em terra de Rechytsa e terra de Rohaczew. Em 1441, Mińsk ganhou privilégios de cidades, concedidos pelo rei Casimiro IV da Polônia. Seu filho, Alexandre I da Polônia aumentou esses privilégios em 1496. Desde então, toda a região compartilhou as vantagens obtidas por sua capital. Em 1773 uma universidade jesuíta foi fundada em Mińsk pela Comissão de Educação Nacional.

## Política
Todas as voivodias desempenharam um importante papel dentro do sistema político da Polônia, o mesmo acontecendo na Lituânia por ocasião da União polaco-lituana. Após o encerramento da União de Brześć em 1596, a voivodia de Mińsk recebeu  dois assentos dentro do Senado. As representações eram dadas ex officio ao voivoda e ao castelão de Mińsk. Cada um dos três powiats organizavam sua própria sejmik, que tinham o direito de eleger dois membros cada uma para o Sejm, e dois deputados para o Tribunal da Lituânia.
As três cidades eram também tribunais locais. Desde 1599, as sessões do Tribunal da Lituânia aconteceram em Mińsk. O tribunal, ali reunido, representava a maior autoridade jurídica para todas as voivodias rutenas (Mińsk, Nowogródek, Witebsk, Miscislau e Quieve). Após a primeira partição da Polônia em 1775, o tribunal abandonou Mińsk e passou a fazer suas sessões em Grodno.
Dentre os principais voivodas de Mińsk estão: Balcer Strawiński (1631-1633), Aleksander Suszka (1633-1638) e Mikołaj Krzysztof Sapieha (desde 1638).

## Referência
- Zygmunt Gloger (1903–1991). Geografia historyczna ziem dawnej Polski (Geografia histórica das terras da antiga Polônia). Varsóvia: Wiedza Powszechna. 387 páginas. ISBN 8321408834